# Церковне звертання
Церко́вне зверта́ння — у християнських церквах форма звертання до кліриків, духовних осіб тощо. Походить від форм, що вживалися у дипломатиці та міжцерковній кореспонденції. Залежно від традиції самі форми, а також правила їхнього вживання можуть різнитися між церквами, а також між національними спільнотами всередині однієї церкви.

## Католицька церква
- Папа: Найсвятійший Отче; Ваша Святосте
- Кардинал: Ваша еміненціє; Ваше Високопреосвященство
- Єпископ: Ваша екселенціє; Ваша Превелебносте
- Священник: Отче
- Монах: Брате
- Монахиня: Сестро

## Російська православна церква
- Патріарх: Ваше святєйшество
- Митрополит: Ваше Високопреосвященство
- Єпископ: Ваше преосвященство
- Священник: Отче
- Монах: Брате
- Монахиня: Сестро

## Українська православна церква
- Патріарх: Ваше Святість або Святіший владико
- Митрополит: Ваше Високопреосвященство
- Єпископ: Ваше преосвященство
- Священник: Отче
- Монах: Брате
- Монахиня: Сестро